# Aidenas Malašinskas
Aidenas Malašinskas (Utena, 29 de abril de 1986) es un jugador de balonmano lituano que juega de central en el HC Buzău. Es además internacional con la selección de balonmano de Lituania.
En España es conocido por su pase por el CD Bidasoa de Irún,  Club Balonmano Granollers, el Naturhouse La Rioja y el Club Balonmano Puerto Sagunto.

## Palmarés

### Motor Zaporiyia
- Liga de Ucrania de balonmano (6): 2016, 2017, 2018, 2019, 2020, 2021

## Clubes
- Granitas Kaunas ( -2010)
- Bidasoa Irún (2010)
- Club Balonmano Granollers (2010-2013)
- Naturhouse La Rioja (2013-2014)[4]
- Club Balonmano Puerto Sagunto (2014-2015)[5]
- Motor Zaporiyia (2015-2022)
- Ademar León (2022)[6]
- MT Melsungen (2022-2023)
- HC Buzău (2023- )